# تاكاشي ميكي (1979)
تاكاشي ميكي (باليابانية: 三木 崇史) (مواليد 7 مايو 1979)، هو لاعب كرة قدم سابق كان يلعب كمدافع.